# Інтер'єр церкви Св. Одулфа в Ассенделфті
«Інтер'єр церкви Св. Одулфа в Ассенделфті» (нід. Interieur van de Sint Odulphuskerk te Assendelft) — картина нідерландського живописця Пітера Санредама. Створена у 1649 році. Зберігається у Державному музеї в Амстердамі (інв. №SK-C-217).

## Опис
Коли у 1628 році Пітер Санредам вирішив спеціалізуватись на зображенні архітектури, він захотів змальовувати існуючі будівлі. Це було зовсім новим у ті часи. Здебільшого, він малював церковні будівлі, і з самого початку був дуже популярним.
Санредам вже мешкав у Гарлемі сорок років, коли він написав «портрет» церкви свого рідного селища Ассенделфт. Його батько і двоє з його родичів були поховані у ній. Їх імена викарбувані на надгробній плиті праворуч на передньому плані, що робить цей церковний інтер'єр даниною пам'яті його предкам.
Це протестантська церква без прикрас. Люди слухають проповідь — мініатюрні фігурки у величезному приміщенні. Написання портрета будівлі було довгим процесом. У випадку з церквою Св. Одулфа, він зайняв не менше шістнадцяти років. Санредам зробив перші начерки у 1633 і 1634 роках. На їх основі, а також на основі точних вимірювань, у 1643 році він зробив конструкцію в перспективі. Це поклало основу цієї картини, яку він закінчив 2 жовтня 1649 року, про що свідчить напис на церковній лаві зліва.